# 圣阿纳托利亚-迪纳尔科
圣阿纳托利亚-迪纳尔科（義大利語：Sant'Anatolia di Narco），是意大利翁布里亚大区佩鲁贾省的一个市镇。总面积47.32平方公里，人口580人，人口密度12.3人/平方公里（2009年）。ISTAT代码为054045。